# Theodoros Georgios Orphanides

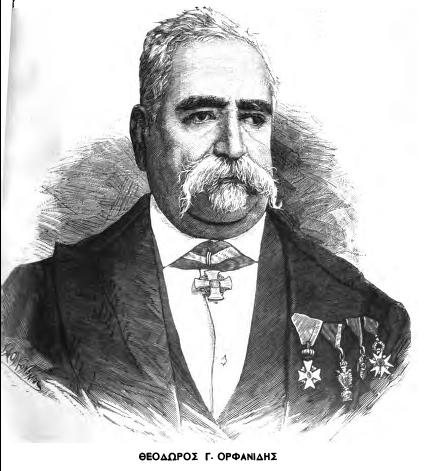
Theodoros Georgios Orphanides

Theodoros Georgios Orphanides (griechisch Θεόδωρος Γεώργιος Ορφανίδης; * 1817; † 5. August 1886 in Athen) war ein griechischer Botaniker und Dichter. Sein offizielles botanisches Autorenkürzel lautet „Orph.“

## Leben und Wirken
Er war ab 1848 Professor für Botanik in Athen. 

## Ehrungen
Die Pflanzengattung Orphanidesia Boiss. & Balansa ex Boiss. aus der Familie der Heidekrautgewächse (Ericaceae) ist nach ihm benannt. Auch die Orphanides-Tulpe (Tulipa orphanidea) ist nach ihm benannt. 

## Werke
- Prospectus flora graeca exsiccata, 1850